# Théophile N'Tamé
Théophile Junior N'Tamé N'Tamé est un footballeur camerounais né le 17 mai 1985 à Ndoungue (Cameroun).

## Biographie
Il débute en France au FC Marmande 47 puis au FC Saint-Louis Neuweg. En 2006, il part en Suisse jouer pour le FC Alle.
L'année suivante, il part jouer en seconde division belge à l'Union Royale Namur et devient titulaire en défense centrale.
En 2007, il participe à un stage avec l'équipe du Cameroun espoirs mais ne sera pas sélectionné pour disputer les éliminatoires des JO 2008.
À l'été 2008, il est recruté pour jouer en première division slovène à l'Interblock Ljubljana où il jouera 38 matchs de championnat jusqu'en janvier 2010 et participera avec le club aux qualifications de la Coupe UEFA 2008-2009 (premier tour préliminaire face au Zeta Golubovci puis second face au Hertha) et de la Ligue Europa 2009-2010 (son club débute au 3e tour de qualification face au Metalurg Donetsk et il est titulaire lors du match retour).
Théophile N'Tamé est recruté par le Stade brestois 29 fin décembre 2009 pour une durée de 18 mois. Pendant la seconde partie de saison 2009-2010 en Ligue 2, il est titularisé lors d'un match de championnat face à Sedan et pour deux matchs de coupe. 
Il évolue en Ligue 1 avec le Stade brestois 29 pendant la saison 2010-2011 mais n'est pas utilisé en championnat depuis sa mauvaise prestation contre Sedan fin février 2010. Il dispute finalement son premier match de Ligue 1 à l'occasion de la seconde mi-temps d'un match contre Nice en décembre 2010 pendant laquelle il remplace Brahim Ferradj au poste de latéral droit. Il est alors opposé à Anthony Mounier et s'avère convaincant.
En fin de contrat, il n'est pas conservé par le club et effectue un essai en juillet 2011 avec le club de Ligue 2 de La Berrichonne de Châteauroux mais n'est pas conservé faute d'être parvenu à un accord sur les conditions salariales.
Il réalise aussi en septembre un essai au Walsall FC en League One.
Après un essai avec l'équipe Revolution de la Nouvelle-Angleterre (New England Revolution) en Major League Soccer (MLS) réalisé en octobre, il est annoncé en décembre pour y signer.
En juillet 2012 il effectue un essai non concluant au Stade lavallois. En août 2012, il s'engage en faveur de Fréjus-Saint-Raphaël en National. Le 1er septembre lors de son premier match avec sa nouvelle équipe, il est expulsé à la 1re minute pour un tacle sur le jeune joueur d'Orléans Guillaume Insou. La LFP lui inflige une suspension d'un an.

## Palmarès
- Vainqueur de la Coupe de Slovénie en 2009 avec le NK Interblock

## Carrière
| Saison      | Club                        | Pays     | Championnat | Championnat | Championnat | Championnat  | Championnat  | Coupes nationales | Coupes nationales | Continental | Continental | Continental |
| Saison      | Club                        | Pays     | Division    | Matchs      | Buts        | Carton jaune | Carton rouge | Matchs            | Buts              | Coupe       | Matchs      | Buts        |
| ----------- | --------------------------- | -------- | ----------- | ----------- | ----------- | ------------ | ------------ | ----------------- | ----------------- | ----------- | ----------- | ----------- |
| 2003 - 2004 | Football Club Marmandais 47 | France   | -           | -           | -           | -            | -            | -                 | -                 | -           | -           | -           |
| 2004 - 2005 | FC Saint-Louis Neuweg       | France   | Excellence  | -           | -           | -            | -            | -                 | -                 | -           | -           | -           |
| 2005 - 2006 | FC Saint-Louis Neuweg       | France   | DH          | -           | -           | -            | -            | -                 | -                 | -           | -           | -           |
| 2006 - 2007 | FC Alle                     | Suisse   | Division 3  | 25          | 7           | 1            | 0            | 1                 | 0                 | -           | -           | -           |
| 2007 - 2008 | Union Royale Namur          | Belgique | Division 2  | 21          | 1           | 1            | 0            | -                 | -                 | -           | -           | -           |
| 2008 - 2009 | NK Interblock Ljubljana     | Slovénie | Division 1  | 26          | 1           | 4            | 1            | -                 | -                 | C3          | 2           | 0           |
| 2009 - 2010 | NK Interblock Ljubljana     | Slovénie | Division 1  | 12          | 0           | 2            | 0            | -                 | -                 | C3          | 1           | 0           |
| 2009 - 2010 | Stade brestois B            | France   | CFA2        | 13          | 0           | -            | -            | -                 | -                 | -           | -           | -           |
| 2009 - 2010 | Stade brestois              | France   | Ligue 2     | 1           | 0           | 0            | 0            | 2                 | 0                 | -           | -           | -           |
| 2010 - 2011 | Stade brestois B            | France   | CFA2        | 16          | 2           | -            | -            | -                 | -                 | -           | -           | -           |
| 2010 - 2011 | Stade brestois              | France   | Ligue 1     | 2           | 0           | 0            | 0            | 0                 | 0                 | -           | -           | -           |